# Anne de Beauchamp (16e comtesse de Warwick)
Pour les articles homonymes, voir Anne de Beauchamp.
Titres
Comtesse de Warwick
23 juillet 1449 – 20 septembre 1492
(43 ans, 1 mois et 28 jours)
Comtesse de Salisbury
9 décembre 1462 – 14 avril 1471
(8 ans, 4 mois et 5 jours)
Anne de Beauchamp (13 juillet 1426–20 septembre 1492), 16e comtesse de Warwick de son plein droit, est la fille de Richard de Beauchamp, 13e comte de Warwick, et de sa deuxième femme, Isabelle le Despenser, elle-même est la fille de Thomas le Despenser et de Constance d'York.
Anne est la mère d'Anne Neville, reine consort d'Angleterre, étant l'épouse du roi Richard III.

## Héritage
Anne naquit au château de Caversham dans l'Oxfordshire (maintenant Berkshire). Elle épousa Richard Neville (appelé plus tard Warwick le faiseur de rois). Après la mort du père d'Anne, puis de celle de son frère, Henry (qui avait été fait duc), et enfin de la fille de Henry, Anne, son époux Richard Neville hérita du titre et des domaines considérables du comte de Warwick grâce à elle.
Toutefois, cet héritage fut contesté par ses trois demi-sœurs plus âgées, enfants du premier mariage de leur père avec Elisabeth de Berkeley. L'une d'elles, Éléonore, fut mariée à Edmond Beaufort, duc de Somerset (mort à la première bataille de St Albans en 1455). Le litige concernant l'héritage des Warwick ne fit que rajouter de l'huile sur le feu entre cette branche des Neville et les Beaufort (avec qui ils étaient étroitement apparentés, ayant un aïeul commun issu de Jean de Gand par son troisième mariage). Les juges considérèrent qu'Anne de Beauchamp était seule héritière des domaines de Warwick, étant la tante par le sang de la dernière comtesse de Warwick, contrairement à la loi de primogéniture, selon laquelle les domaines de Richard de Beauchamp auraient dû être transmis à sa fille aînée - Marguerite, comtesse de Shrewsbury. Il y aurait pu y avoir également une division en parts égales entre les héritières. Mais Richard Neville fut capable de garder l'intégralité des domaines.

## Mariage de ses enfants
Sa fille aînée, Isabelle, épousa Georges Plantagenêt, le frère cadet du roi Édouard IV d'Angleterre. Sa cadette, Anne Neville, fut mariée à Édouard de Westminster, le fils unique du roi Henri VI. Quand Édouard de Westminster fut tué lors de la bataille de Tewkesbury, Anne fut mariée à Richard, duc de Gloucester, qui devint plus tard Richard III d'Angleterre. Malgré le fait que leur mère soit encore en vie, les maris des deux filles Neville se disputèrent son héritage. Richard en sorti vainqueur. Pourtant, le fils du duc de Clarence hérita du titre de comte de Warwick des Neville. Anne de Beauchamp meurt ignorée de tous, ayant survécu à ses filles et leurs maris qui l'avaient déshéritée.

## Source
- (en) Cet article est partiellement ou en totalité issu de l’article de Wikipédia en anglais intitulé « Anne Neville, 16th Countess of Warwick » (voir la liste des auteurs).